# 北海道札幌国際情報高等学校
北海道札幌国際情報高等学校（ほっかいどう さっぽろこくさいじょうほうこうとうがっこう、Hokkaido Sapporo Intercultural and Technological High School）は、北海道札幌市北区にある公立高等学校。全日制普通科の他に、国際文化科、理数工学科、グローバルビジネス科の三つの学科を併設する。

## 概要
- 1995年開校という道内でも比較的新しい道立高校である。校名の通り「国際化、情報化に対応する複合的な教育を目指す新しいタイプの高等学校」であり、学科集合型高校の利点を生かした教育活動が行われている。英語表記の校名が別途設けられている。
- 2002年度から3年間スーパーイングリッシュランゲージハイスクール(SELHi)に指定されていた。
- 北海道大学医学部医学科、旧帝国大学、国公立大など、多数の進路実績をあげている。[1][2]
- 20期生、21期生、23期生は、国際文化科80人の生徒全員が英検2級以上を取得した。また同学科において、毎年十数人の生徒が英検準1級、数名の生徒が1級に合格する。23期生は英検準1級取得者が過去最多人数である。
- グローバルビジネス科では日商簿記検定や基本情報技術者試験、情報処理検定やITパスポートといった多種多様な資格取得へ向けてのフォロー制度が整備されている。

### 沿革
- 1995年4月1日 - 開校、初代校長 小山正芳
- 1995年4月11日 - 開校式、第1回入学式
- 1997年10月26日 - 校舎落成記念式典
- 2002年4月5日 - 本年度より3か年スーパーイングリッシュランゲージハイスクール(SELHi)に指定
- 2004年10月9日 - 創立10周年記念式典
- 2014年11月15日 - 創立20周年式典
- 2015年4月 - 情報技術科が理数工学科に改称、情報システム科と流通サービス科が統合してグローバルビジネス科に
- 2019年7月21日 - 第101回全国高校野球選手権大会南北海道大会決勝に進出、北照高等学校を相手に3-4（延長14回）で敗れ、準優勝
- 2020年8月9日 - 令和2年夏季北海道高等学校野球大会南北海道大会決勝に進出、札幌第一高等学校を相手に3-8で敗れ、準優勝

（出典：創立十周年記念誌『北の大地に』他）
・2024年11月2日 - 創立30周年記念式典

### 学科
分野の異なる4つの学科に分かれている。職業科（工業科、商業科）であっても、進学に主眼をおく。
- 普通科（普通科）
唯一文理選択が可能な学科。1年生の時には数学研究もある。2024年度からは普通科の日という行事が行われるようになった。

- 国際文化科（外国語に関する学科）
文系の学科である。英語の他、2年次から最短1年、最長2年でフランス語、ロシア語、中国語、ハングルのいずれかを必ず学ぶ。週の授業に占める外国語学習の時間がとても多いのが特徴。2年生の途中から数学を履修しないことも可能。

- 理数工学科（工業科）・・・2015年度に情報技術科から改称
理系（工業）の学科である。電気情報系、機械系、建築系などたくさんの工業に関する技術を学ぶ。工業だけではなく英語の授業も多いのが特徴である。1年次には校内ロボット大会を行う。授業だけでなく、技術を大会で発表し表彰される生徒もいる。3年次には課題研究などもある。学校祭のステージ発表では幕間担当になることが多い。

- グローバルビジネス科（商業科）・・・2015年度に情報システム科と流通サービス科が統合し、新設された
文系（商業）の学科である。選択で、プログラミングなどの情報処理のほかに流通やマーケティング、IllustratorやAdobe Flash （旧 Macromedia Flash）などのソフトを使ったデザイン、プレゼンテーション能力などを学習する。
2年次から、「情報コース」「会計コース」「国際コース」に分かれてそれぞれの専門分野を学ぶ。

### 履修科目
- 選択科目の数が豊富で、3年次には1週間の総授業数のうち約3分の1は選択教科となる。選択教科によって普通科や国際文化科の生徒が工業や商業の科目を履修することも可能で、理数工学科やグローバルビジネス科の生徒は大学入試などの対策の教科を履修できる。

### 施設・設備
- 図書館
  - 図書の貸し出しが可能。
  - 大きな机と自習スペースが設けられている。

- グラウンド
  - 屋内プールがある。

- 玄武館
  - なぎなた部や卓球部が活動する。また、体育の授業では選択授業の柔道や卓球に使用される。

### 研究指定
- 北海道情報教育ネットワーク形成推進事業指定校（1997年度）
- 文部科学省光ファイバー網による学校ネットワーク活用方法研究開発事業実践研究校（1998年度 - 2001年度）
- 文部科学省スーパーイングリッシュランゲージハイスクール研究開発校（2002年度 - 2004年度）
- 北海道夢と活力あふれる高校づくり推進事業　学力向上フロンティアハイスクール実践校（2004年度）

### 制服
- コシノジュンコデザイン（2013年度まで）

### 海外姉妹校・協力校
- アメリカ
  - ボストン ノーブルズ高校
- 中国
  - ハルビン第3中学校

### その他
- 建設に要した費用はおよそ47億円で、普通高校3校分の予算がかかった。
- 上履きは玄関で履き替えず、各自の教室の前で履き替えている。よってホームルームの教室の前には下駄箱が設置されている。
- 1年生の間は「MIXクラス」と呼ばれるさまざまな学科の生徒が混在するクラスでホームルーム活動を行う。
- 年に1度の学校祭（SIT祭）の前夜祭には「うたごえポン」と呼ばれる独自のパフォーマンスを交えた合唱コンクールが1～3年生各1クラスで形成される縦割りチームで行われる。
- 元プロ野球選手の有倉雅史が野球部監督を務めている。

## 生徒会活動・部活動等

### 生徒会活動
- 生徒会執行部
- 学校祭実行委員会
- 選挙管理委員会
- 中央委員会
- 拡大中央委員会
- 議長団

### 部活動
- 体育系
  - 陸上競技部（全国出場）
  - 野球部
  - 水泳部（全国出場）
  - サッカー部
  - ソフトテニス部（全国出場）
  - 女子バレーボール部
  - 男子バスケットボール部
  - 女子バスケットボール部
  - バドミントン部
  - スキー部（全国出場）
  - なぎなた部（全国出場）
  - 卓球部

- 文化系
  - 商業研究部（全国出場）
  - ワープロ部（全国出場）
  - パソコン部（全国出場）
  - 合唱部
  - 吹奏楽部
  - 数楽研究部
  - 華道部
  - 茶道部
  - 美術部（全国出場）
  - 演劇部
  - 英語部 （全国出場）

- 外局
  - 放送局（全国出場）
  - 図書局
  - 新聞局
  - （応援団局）
  - お琴の会

- 同好会
  - アウトドアライフ同好会
  - ボランティア同好会
  - 情報技術同好会（全国出場）
  - 自然科学同好会
  - 書道同好会

## 高校関係者と組織

### 関係組織
- SIT-PTA
- 札幌国際情報高等学校後援会
- 蒼光会 - 札幌国際情報高等学校同窓会

### 著名な出身者
- 遼かぐら - 元宝塚歌劇団花組娘役
- 草刈愛美 - ベーシスト、サカナクションメンバー（2期生・1999年卒業）
- 作田啓一（6期生・2003年卒業）
- 中嶋あゆみ - フリーアナウンサー（7期生・2004年卒業）
- 金山英勢 - リュージュ選手、ソチオリンピックリュージュ競技日本代表（12期生・2009年卒業）
- Yes!アキト - お笑い芸人（12期生・通信制高校へ編入）
- 奈良竜樹 - サッカー選手、アビスパ福岡所属（15期生・2012年卒業）
- タロウヤマダ - アイドル - 平成墓嵐、平成墓嵐突起隊メンバー（15期生・2012年卒業）
- 藤澤達弥 - 北海道テレビ放送（元山口放送）アナウンサー（18期生・2015年卒業）
- 大道芸人Taka - プロパフォーマー（21期生・2018年卒業）